# Neckera andrei
Neckera andrei är en bladmossart som beskrevs av Thériot och Potier de la Varde 1923. Neckera andrei ingår i släktet fjädermossor, och familjen Neckeraceae. Inga underarter finns listade i Catalogue of Life.